# Ophisops microlepis
Ophisops microlepis là một loài thằn lằn trong họ Lacertidae. Loài này được Blanford mô tả khoa học đầu tiên năm 1870.